# Rüdiger Schnuphase
Rüdiger Schnuphase (født 23. januar 1954 i Werningshausen) er en østtysk tidligere fodboldspiller.

## Karriere

### Klubkarriere
Schnuphase startede og sluttede karrieren i Rot-Weiß Erfurt (1971-77 og 1984-86), men havde sin bedste fodboldtid i FC Carl Zeiss Jena (1977-84), hvor han blandt andet var med til at vinde den østtyske pokalturnering i 1980 og følgelig deltog i Europa Cup for pokalvindere i den følgende sæson, hvor Jena nåede finalen, men tabte til Dinamo Tbilisi.
Han spillede i alt 229 kampe i den bedste række og lavede 100 mål.
Blandt hans mest bemærkelsesværdige præstationer hører, at han i 1982 sluttede øverst på topscorerlisten i Oberligaen, selvom han optrådte som libero i forsvaret. Samme år blev han kåret som Årets fodboldspiller i DDR.

### Landshold
Efter fem kampe på det østtyske U/21-landshold indledte han en 10 år lang karriere på DDR's fodboldlandshold i 1973. Han var blandt andet med i VM-truppen til VM i Vesttyskland, hvor han fik to af holdets kampe.
Han var også med holdet i 1980 ved 1980 i Moskva. DDR var forsvarende mestre fra 1976, men stillede denne gang med et helt nyt hold. DDR vandt dog sin indledende pulje, besejrede derpå Irak i kvartfinalen med 4-0 (hvor Schnuphase scorede et af målene) og slog i semifinalen hjemmeholdet fra Sovjetunionen med 1-0. I finalen mødte de Tjekkoslovakiet, der vandt 1-0 og dermed tog guldet, mens DDR fik sølv og Sovjetunionen bronze efter sejr i kampen om tredjepladsen. Schnuphase spillede alle kampe ved disse lege.
Han opnåede foruden de seks OL-kampe i alt 45 landskampe på A-landsholdet, hvor han scorede seks mål.

### Trænerkarriere
Efter indstillingen af den aktive karriere var Schnuphase i nogle ombæringer træner, primært i sine tidligere klubber.